# Savignies
Savignies település Franciaországban, Oise megyében. Lakosainak száma 926 fő (2022. január 1.). Savignies Hodenc-en-Bray, Lachapelle-aux-Pots, Le Mont-Saint-Adrien, Pierrefitte-en-Beauvaisis és Saint-Germain-la-Poterie községekkel határos.

## Népesség
A település népessége az elmúlt években az alábbi módon változott:
| Lakosok száma | 744  | 824  | 850  | 844  | 865  | 887  | 908  | 923  | 926  |
|               | 2013 | 2015 | 2016 | 2017 | 2018 | 2019 | 2020 | 2021 | 2022 |